# ダイアナ・ロス
ダイアナ・ロス（Diana Ross、Diane Ernestine Earle Ross、1944年3月26日 - ）は、アメリカ合衆国のポップ・ソウルの女性歌手。娘は女優のトレイシー・エリス・ロス、息子は俳優のエヴァン・ロス、嫁は歌手のアシュリー・シンプソン。

## 略歴

### 1959年 - 1969年、スプリームス
ミシガン州デトロイト出身。ハイスクール時代の1959年に、女性4人組のコーラス・グループ、プライメッツを結成。プライメッツは、1961年にモータウンと契約、3人組となってスプリームスとしてデビューした。
ダイアナは、スプリームスのリードシンガーとして「恋はあせらず」、「愛はどこへ行ったの」、「ストップ・イン・ザ・ネイム・オブ・ラヴ」、「キープ・ミー・ハンギン・オン」、「ベイビー・ラブ、ラブ・チャイルド」など、数々のヒット曲を放ち、スターの仲間入りを果たした。ヒット曲の多くは、モータウンの看板作曲家チームのホーランド＝ドジャー＝ホーランドの作品である。元々、ダイアナ一人が目立っていたスプリームスだったが、1967年にはメンバーチェンジを機に、ダイアナ・ロス&ザ・スプリームスと正式にグループ名が変わった。68年から69年にかけて、ますますリードシンガーのダイアナ一人に注目が集まるようになったが、メアリー・ウィルソンとシンディ・バードソングはバックで歌い続けた。

### 1970年以降/ソロ時代

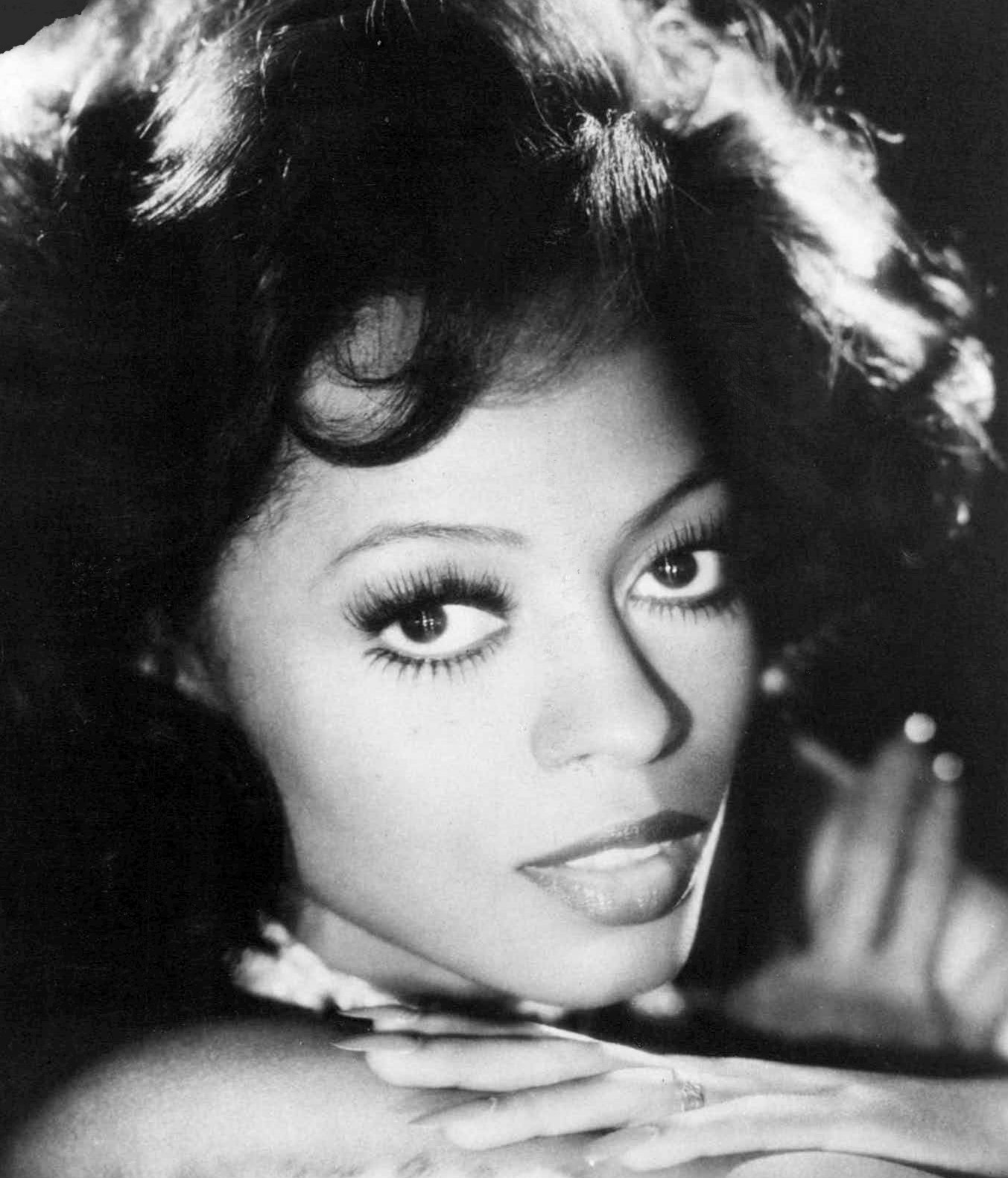
1976年

スプリームスの人気が一段落した1970年に、ダイアナはグループを脱退。ソロ歌手として活動を始める。ソロ転向後も、同年リリースの「エイント・ノー・マウンテン・ハイ・イナフ」（1970）を皮切りに、「タッチ・ミー・イン・ザ・モーニング」（1973）、「マホガニーのテーマ（Theme from Mahogany (Do You Know Where You're Going To)）」（1976）、「ラブ・ハング・オーバー」、「アップサイド・ダウン」、「アイム・カミング・アウト」などの大ヒットを放ち、ソロ歌手としての地位を確立した。また70年代後半のディスコ全盛時代には、ゲイのDJやゲイのディスコ客らによって、ドナ・サマー、グロリア・ゲイナーらと並んで「ディスコ・クイーン」の地位にまつりあげられた。
1971年、ビリー・ホリデイの伝記映画『ビリー・ホリデイ物語/奇妙な果実』に主演として起用され映画女優デビューした。この配役に関して批判もあったが、1972年10月に映画が公開されると、彼女の演技は好評だった。ロスの演技によりゴールデングローブ賞およびアカデミー賞の主演女優賞にノミネートされ、ゴールデングローブ賞新人賞を獲得した。サウンドトラックもヒットし、Billboard 200で2週連続第1位を獲得し、発売後8日間で30万枚を出荷し当時の記録を破った。200万枚近くを売り上げ、ロスのアルバムのベストセラーの1つとなった。
1975年に公開された、ロスの2本目の映画『マホガニー物語』でも主演を務め、ロス自身が衣裳デザインを担当した。ファッション・デザイナーを志望する女性がトラブルに巻き込まれながらランウェイ・モデルとなり業界最高峰となる話であった。監督は当初トニー・リチャードソンであったが製作途中で降板し、ベリー・ゴーディが引き継いだ。ゴーディとロスは撮影の最中衝突し、ロスは撮影終了前にプロダクションから離脱したためゴーディは秘書のエドナ・アンダーソンをボディ・ダブルに起用した。興行収入の上では成功したが批評家からの評価は低く、『タイム』誌はゴーディを「アメリカで最も才能のある者の1人であるダイアナ・ロスの無駄遣い」と非難した。1976年、『ビルボード』誌のランキングでロスが歌う主題歌が第1位を獲得した。
1977年、モータウンはライマン・フランク・ボームの『オズの魔法使い』を全員アフリカ系アメリカ人出演者によりブロードウェイで上演していた『ザ・ウィズ』の映画化権を獲得した。当初映画には舞台出演者が多く出演することになっていた。しかしドロシー役は舞台版ではステファニー・ミルズが演じていたが、ロスが映画プロデューサーのロブ・コーエンに自分を配役するよう掛け合ったためにドロシー役はロスが配役された。このためドロシーは学生から学校の先生に脚本が変更された。カカシ役も舞台で演じた役者ではなく元モータウンのマイケル・ジャクソンが配役された。映画『ウィズ』は2,400万ドルで製作されたが、1978年10月公開以降興行収入は2,105万ドルであった。公開前にCBSにテレビ放映権を1千万ドルで売却していたが、モータウンとユニバーサルは1,040万ドルの損失となった。当時ミュージカル映画で最も高額な製作費であった。この映画の失敗により、ロスの大作映画での短いキャリアは終了し、1970年代初頭から中期にかけてのブラックスプロイテーション時代に人気のあった全員黒人出演者による映画製作はハリウッドから遠のいていった。『ウィズ』はロスにとってモータウンで最後の映画となった。
1973年初頭、ホリデイの「Good Morning Heartache」のロス版はあまりヒットしなかったが、1975年後期、「Theme from Mahogany (Do You Know Where You're Going To)」はロスにとって3枚目の第1位となった。3年後、ロスとマイケル・ジャクソンの「Ease on Down the Road」はまずまずのヒットとなった。彼らの2枚目のデュエットで『ウィズ』のアンサンブルの一部であった『Brand New Day』は海外でもヒットした。1980年後期、映画『It's My Turn』のテーマ曲がトップ10にランクインした。

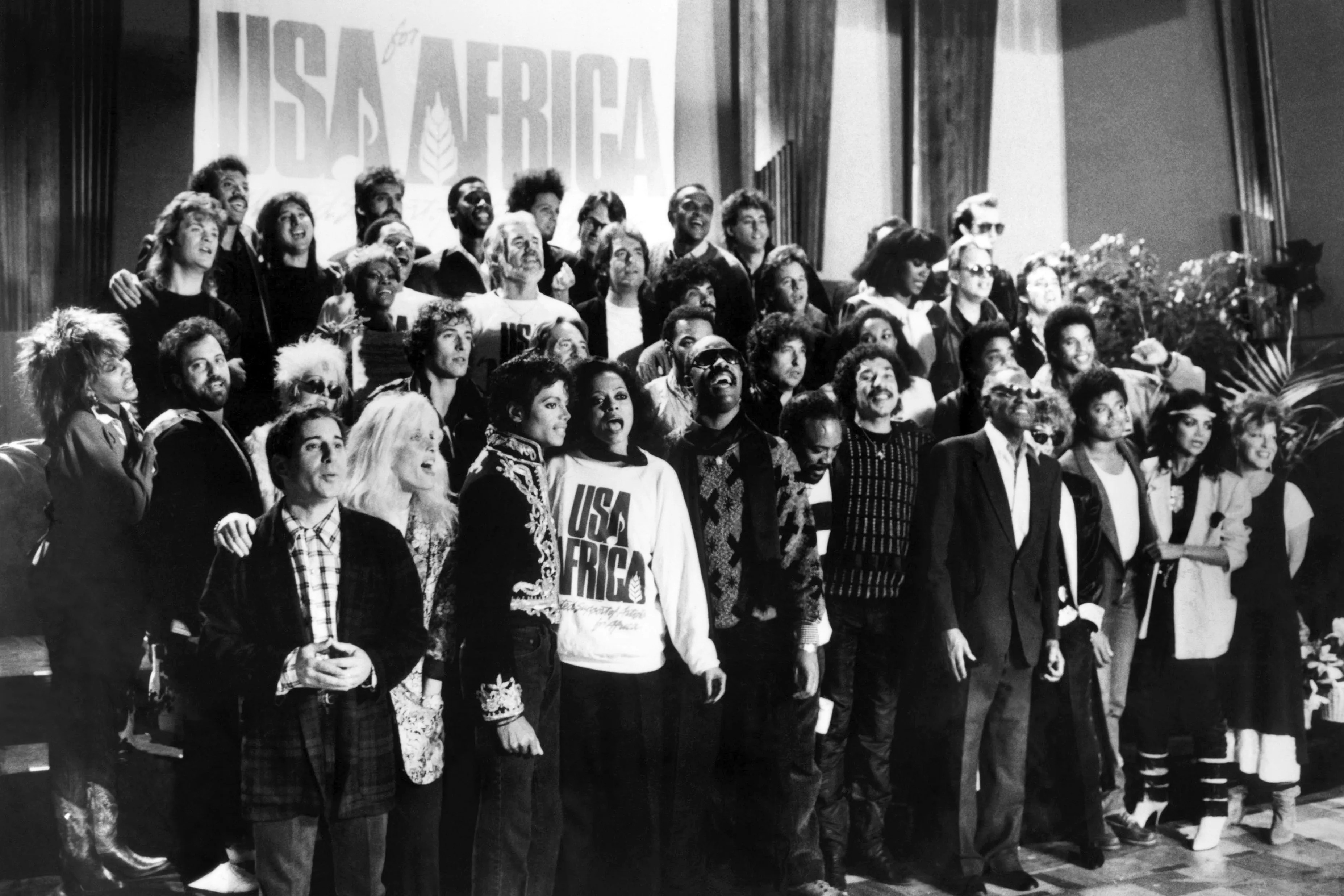
USAフォー・アフリカにてウィ・アー・ザ・ワールドを歌う

1980年の「アップサイド・ダウン」では、ナイル・ロジャースのプロデュースによるディスコ・サウンドとセクシーなイメージ戦略で新境地を開いた。翌1981年には元コモドアーズのシンガーソングライターであるライオネル・リッチーと映画『エンドレス・ラブ』のテーマ曲「エンドレス・ラブ」をコラボレートし、この曲は全米1位を記録し、アカデミー賞主題歌賞にノミネートされ、モータウン・レコード最後のヒット曲となり、年間でも第1位の曲となった。
1985年にはUSAフォー・アフリカに参加し、ウィ・アー・ザ・ワールドのブリッジ部分でリード・ボーカルを採った。
1984年に不慮の死を遂げたマーヴィン・ゲイ（1973年にデュエット作をリリース）に捧げた「ミッシング・ユー」の後は、アメリカではヒットに恵まれていないが、1988年、ロスは『リトルフット』のテーマ曲をレコーディングした。
日本では1990年に「イフ・ウィ・ホールド・オン・トゥゲザー」がテレビドラマ『想い出にかわるまで』の主題歌に採用され、ヒットとなった。
1993年、テレビ映画『Out of Darkness』に出演し、女優業を再開した。この演技は称賛され、ゴールデングローブ賞3回目のノミネートとなった。1999年、ブランディと共にテレビ映画『Double Platinum』に主演し、その直後にアルバム『Every Day Is a New Day』がリリースされた。

### 2000年以降

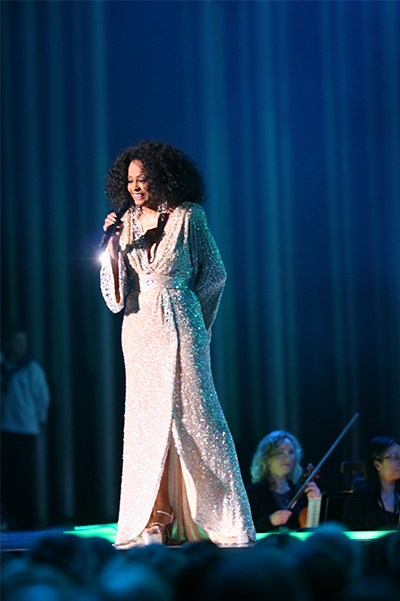
2008年12月、オスロで開かれたノーベル平和賞コンサートにて

2000年には、ニューヨークのマディソン・スクエア・ガーデンで行われた「ディーヴァズ・ライヴ“ダイアナ・ロス・トリビュート”」に、マライア・キャリーやドナ・サマーらと共に出演し、2005年にはアイルランドのアイドルグループ、ウエストライフがダイアナとのデュエット曲をリリース、久々の現場復帰を果たした。
また、幼い頃から親交が深いマイケル・ジャクソンの事件やトラブルの時は弁護し、マイケルのドキュメンタリーにも出演している。遺言書にマイケルの子供達の後見人であるマイケルの母キャサリン亡き後の後見人に指名されているが、マイケルの追悼式や埋葬式には出席しておらず、これを受けるかに関しても公に発言していない。
2016年、大統領自由勲章を受章。

## ナンバーワン・ヒッツ

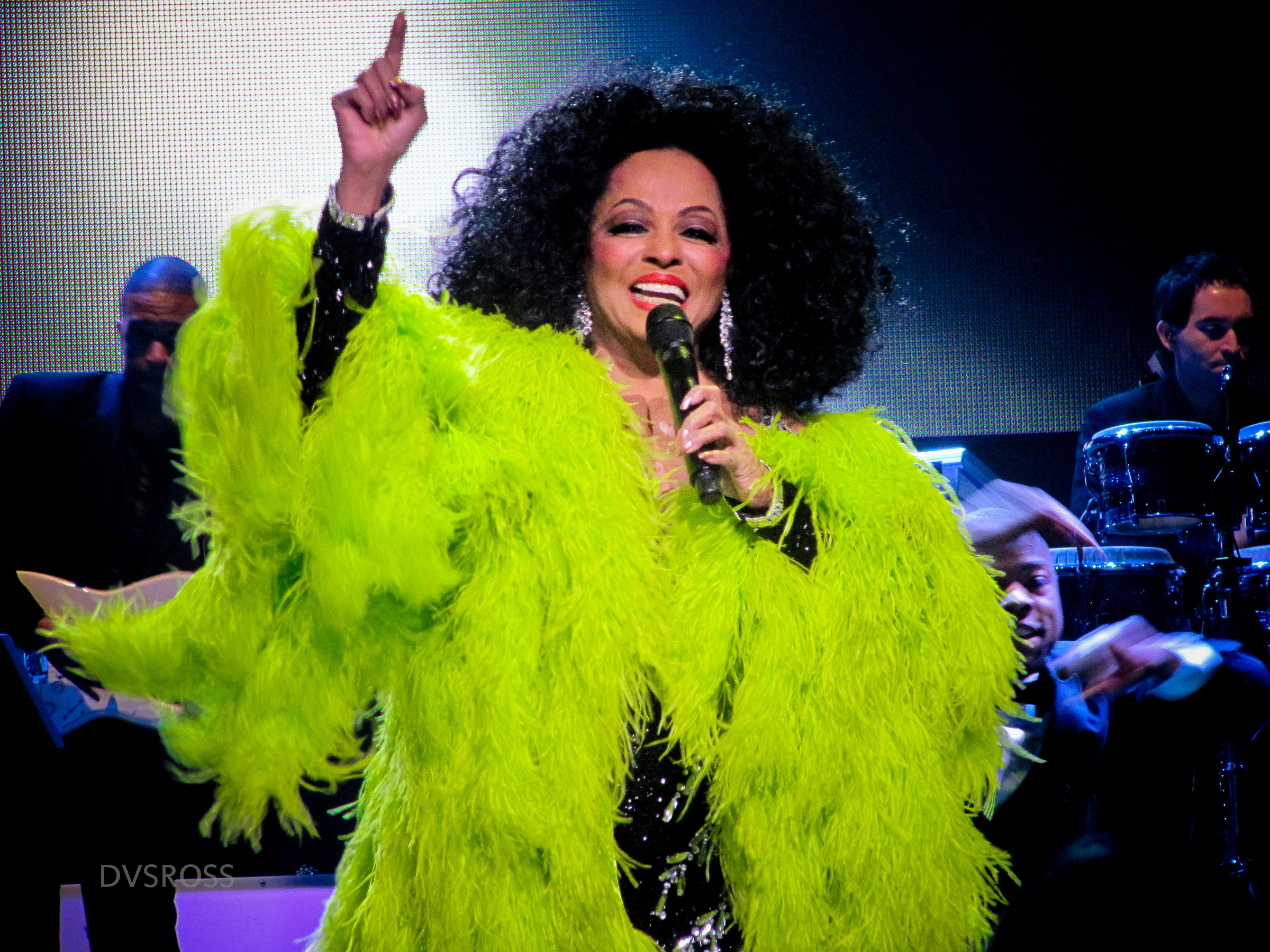
2010年

ダイアナはスプリームス時代に12曲、ソロとして6曲、計18曲のBillboard Hot 100 1位のヒットを放っている。これはザ・ビートルズの20曲に次ぐ史上2位の記録である。

### スプリームス時代
- Where Did Our Love Go（1964）
- Baby Love（1964）
- Come See About Me（1964）
- Stop! In the Name of Love（1965）
- Back in My Arms Again（1965）
- I Hear a Symphony（1965）
- You Can't Hurry Love（1966）
- You Keep Me Hangin' On（1966）
- Love is Here and Now You're Gone（1967）
- The Happening（1967）
- Love Child（1968）
- Someday We'll Be Together（1969）

### ソロ
- Ain't No Mountain High Enough（1970）
- Touch Me In the Morning（1973）
- Theme from Mahogany (Do You Know Where You're Going To)（1975）
- Love Hangove（1976）
- Upside Down（1980）
- Endless Love（1981）

## ディスコグラフィ

### シングル
| 発売日 | レーベル        | 品番      | 面                                                | タイトル                                                                   | 備考                                           |
| ------ | --------------- | --------- | ------------------------------------------------- | -------------------------------------------------------------------------- | ---------------------------------------------- |
|        | MOTOWN / VICTOR | JET-1975  | A                                                 | Reach Out And Touch                                                        |                                                |
| B      | MOTOWN / VICTOR | JET-1975  | 暗い世界                                          |                                                                            |                                                |
|        | MOTOWN / VICTOR | JET-2062  | A                                                 | Reach Out I'll Be There                                                    |                                                |
| B      | MOTOWN / VICTOR | JET-2062  | 遥かなる影 (They Long To Be) Close To You         |                                                                            |                                                |
|        | MOTOWN / VICTOR | JET-2189  | A                                                 | I'm Still Waiting                                                          |                                                |
| B      | MOTOWN / VICTOR | JET-2189  | Surrender                                         |                                                                            |                                                |
|        | MOTOWN / VICTOR | JET-2194  | A                                                 | Touch Me In The Morning                                                    |                                                |
| B      | MOTOWN / VICTOR | JET-2194  | A Day Without You                                 |                                                                            |                                                |
| 1973年 | MOTOWN / VICTOR | JET-2225  | A                                                 | You Are Everything                                                         | with Marvin Gaye                               |
| 1973年 | MOTOWN / VICTOR | JET-2225  | B                                                 | Love Twins                                                                 |                                                |
| 1973年 | MOTOWN / VICTOR | JET-2230  | A                                                 | わかれ Last Time I Saw Him                                                 |                                                |
| 1973年 | MOTOWN / VICTOR | JET-2230  | B                                                 | Save The Children                                                          |                                                |
|        | MOTOWN / VICTOR | JET-2233  | A                                                 | My Mistake (Was To Love You)                                               | with Marvin Gaye                               |
| B      | MOTOWN / VICTOR | JET-2233  | イン・ユア・ライフ Include Me In Your Life        |                                                                            |                                                |
|        | MOTOWN / VICTOR | JET-2245  | A                                                 | ジョニーよ眠れ Sleepin'                                                    |                                                |
| B      | MOTOWN / VICTOR | JET-2245  | You                                               |                                                                            |                                                |
| 1974年 | MOTOWN / VICTOR | JET-2269  | A                                                 | Don't Knock My Love                                                        | with Marvin Gaye                               |
| 1974年 | MOTOWN / VICTOR | JET-2269  | B                                                 | 愛のひとこと Just Say, Just Say                                            |                                                |
|        | MOTOWN / VICTOR | JET-2307  | A                                                 | 悲しみの終わる時 Sorry Doesn't Always Make It Right                        |                                                |
| B      | MOTOWN / VICTOR | JET-2307  | Together                                          |                                                                            |                                                |
|        | MOTOWN / VICTOR | JET-2349  | A                                                 | マホガニーのテーマ Theme From Mahogany (Do You Know Where You're Going To) |                                                |
| B      | MOTOWN / VICTOR | JET-2349  | 想い出にくちづけ No One’s Gonna Be A Fool Forever |                                                                            |                                                |
|        | MOTOWN / VICTOR | VIP-2006  | A                                                 | Touch Me In The Morning                                                    |                                                |
| B      | MOTOWN / VICTOR | VIP-2006  | わかれ Last Time I Saw Him                        |                                                                            |                                                |
|        | MOTOWN / VICTOR | VIP-2050  | A                                                 | 噂の二人 You're A Special Part Of Me                                       | with Marvin Gaye                               |
| B      | MOTOWN / VICTOR | VIP-2050  | I'm Fall In Love With You                         |                                                                            |                                                |
|        | MOTOWN / VICTOR | VIP-2401  | A                                                 | 愛の流れに I Thought It Took A Little Time                                 |                                                |
| B      | MOTOWN / VICTOR | VIP-2401  | After You                                         |                                                                            |                                                |
| 1976年 | MOTOWN / VICTOR | VIP-2420  | A                                                 | Love Hangover                                                              |                                                |
| 1976年 | MOTOWN / VICTOR | VIP-2420  | B                                                 | Kiss Me Now                                                                |                                                |
| 1977年 | MOTOWN / VICTOR | VIP-2573  | A                                                 | 燃える想い Gettin' Ready For Love                                          |                                                |
| 1977年 | MOTOWN / VICTOR | VIP-2573  | B                                                 | Confide In Me                                                              |                                                |
|        | MOTOWN / VICTOR | VIP-2597  | A                                                 | ソー・グッド Your Love ls So Good For Me                                   |                                                |
| B      | MOTOWN / VICTOR | VIP-2597  | Baby It's Me                                      |                                                                            |                                                |
|        | MOTOWN / VICTOR | VIP-2618  | A                                                 | 愛のほほえみ You Got It                                                    |                                                |
| B      | MOTOWN / VICTOR | VIP-2618  | Baby It's Me                                      |                                                                            |                                                |
| 1978年 | MOTOWN / VICTOR | VIP-2682  | A                                                 | Loving Living Giving                                                       |                                                |
| 1978年 | MOTOWN / VICTOR | VIP-2682  | B                                                 | Together                                                                   |                                                |
| 1979年 | MOTOWN / VICTOR | VIP-2700  | A                                                 | It's My House                                                              |                                                |
| 1979年 | MOTOWN / VICTOR | VIP-2700  | B                                                 | Sparkle                                                                    |                                                |
| 1979年 | MOTOWN / VICTOR | VIP-2704  | A                                                 | Pops We Love You                                                           | with Marvin Gaye,Smokey Robinson,Stevie Wonder |
| 1979年 | MOTOWN / VICTOR | VIP-2704  | B                                                 | Pops We Love You (Inst.)                                                   |                                                |
| 1979年 | MOTOWN / VICTOR | VIP-2761  | A                                                 | The Boss                                                                   |                                                |
| 1979年 | MOTOWN / VICTOR | VIP-2761  | B                                                 | I'm In The World                                                           |                                                |
| 1978年 | MOTOWN / VICTOR | VIM-1355  | A                                                 | Ease On Down                                                               | with Michael Jackson                           |
| 1978年 | MOTOWN / VICTOR | VIM-1355  | B                                                 | Poppy Girls                                                                |                                                |
| 1980年 | MOTOWN / VICTOR | VIPX-1521 | A                                                 | Upside Down                                                                |                                                |
| 1980年 | MOTOWN / VICTOR | VIPX-1521 | B                                                 | Friend To Friend                                                           |                                                |
| 1980年 | MOTOWN / VICTOR | VIPX-1545 | A                                                 | I'm Coming Out                                                             |                                                |
| 1980年 | MOTOWN / VICTOR | VIPX-1545 | B                                                 | Give Up                                                                    |                                                |
|        | MOTOWN / VICTOR | VIPX-1551 | A                                                 | 今度は、私 It's My Turn                                                    |                                                |
| B      | MOTOWN / VICTOR | VIPX-1551 | Together                                          |                                                                            |                                                |
| 1981年 | MOTOWN / VICTOR | VIPX-1569 | A                                                 | One More Chance                                                            |                                                |
| 1981年 | MOTOWN / VICTOR | VIPX-1569 | B                                                 | After You                                                                  |                                                |
| 1981年 | MOTOWN / VICTOR | VIPX-1591 | A                                                 | Endless Love                                                               | with Lionel Richie                             |
| 1981年 | MOTOWN / VICTOR | VIPX-1591 | B                                                 | Endless Love (Inst.)                                                       |                                                |
|        | 東芝EMI         | ECS-17190 | A                                                 | 恋はくせもの Why Do Fools Fall In Love                                     |                                                |
| B      | 東芝EMI         | ECS-17190 | 恋の気分で Think I'm In Love                      |                                                                            |                                                |
|        | 東芝EMI         | ECS-17218 | A                                                 | Mirror Mirror                                                              |                                                |
| B      | 東芝EMI         | ECS-17218 | Sweet Nothings                                    |                                                                            |                                                |
|        | 東芝EMI         | ECS-17274 | A                                                 | Muscles                                                                    |                                                |
| B      | 東芝EMI         | ECS-17274 | 私の世界 I Am Me                                  |                                                                            |                                                |
| 1983年 | 東芝EMI         | ECS-17390 | A                                                 | 氷の瞳 Pieces Of Ice                                                       |                                                |
| 1983年 | 東芝EMI         | ECS-17390 | B                                                 | Still In Love                                                              |                                                |
|        | 東芝EMI         | ECS-17409 | A                                                 | Up Front                                                                   |                                                |
| B      | 東芝EMI         | ECS-17409 | Love Or Loneliness                                |                                                                            |                                                |
| 1984年 | 東芝EMI         | ECS-17478 | A                                                 | Swept Away                                                                 |                                                |
| 1984年 | 東芝EMI         | ECS-17478 | B                                                 | Fight For It                                                               |                                                |
|        | 東芝EMI         | ECS-91093 | A                                                 | 追憶の涙～ミッシング・ユー～ Missing You                                   |                                                |
| B      | 東芝EMI         | ECS-91093 | Children Of The World                             |                                                                            |                                                |

### スタジオ・アルバム
- 『エイント・ノー・マウンテン・ハイ・イナフ』 - Diana Ross（1970）
- 『エヴリシング・イズ・エヴリシング』 - Everything Is Everything（1970）
- 『サレンダー』 - Surrender（1971）
- 『タッチ・ミー・イン・ザ・モーニング』 - Touch Me in the Morning（1973）
- 『ダイアナ&マーヴィン』 - Diana & Marvin (with マーヴィン・ゲイ)（1973）
- 『わかれ』 - Last Time I Saw Him（1973）
- 『愛の流れに』 - Diana Ross（1976）
- 『ベイビー・イッツ・ミー』 - Baby It's Me（1977）
- 『ロス』 - Ross（1978）
- 『ザ・ボス』 - The Boss（1979）
- 『ダイアナ』 - Diana（1980）
- 『ファースト・レディ』 - Why Do Fools Fall in Love（1981）
- 『シルク・エレクトリック』 - Silk Electric（1982）
- 『ロス』- Ross（1983）
- 『スウェプト・アウェイ』 - Swept Away（1984）
- 『イートゥン・アライヴ』 - Eaten Alive（1985）
- 『レッド・ホット・リズム&ブルース』 Red Hot Rhythm & Blues（1987）
- 『ワーキング・オーヴァータイム』 - Workin' Overtime（1989）
- 『永遠のイフ・ウィ・ホールド・オン・トゥゲザー』 - The Force Behind the Power（1991）
- 『クリスマス・アルバム〜ア・ベリー・スペシャル・シーズン』 - A Very Special Season（1994）
- 『思い出にかわるまで』 - Take Me Higher（1995）
- 『エヴリ・デイ・イズ・ア・ニュー・デイ』 - Every Day Is a New Day（1999）
- 『ブルー』 - Blue（2006）
- 『アイ・ラヴ・ユー』 - I Love You（2006）
- 『サンキュー』 - Thank You（2021）

### サウンドトラック
- Diana!（1971）
- 『ビリー・ホリデイ物語』 - Lady Sings the Blues（1972）
- 『マホガニー』 - Mahogany（1975）
- 『ウィズ』 The Wiz（1978）
- 『エンドレス・ラブ』 Endless Love: Original Motion Picture Soundtrack（1981）

### ライヴ・アルバム
- 『ダイアナ・ロス・ライヴ』 - Live at Caesars Palace（1974）
- 『イヴニング・ウィズ・ダイアナ・ロス』 - An Evening with Diana Ross（1977）
- 『グレイテスト・ヒッツ・ライヴ』 Greatest Hits Live（1989）
- 『ダイアナ・ロス・ライヴ〜ストールン・モーメンツ』 - Stolen Moments: The Lady Sings... Jazz and Blues（1993）
- 『クリスマス・イン・ウィーン「ザ・ギフト・オブ・ラヴ」』- Christmas in Vienna (with プラシド・ドミンゴ、ホセ・カレーラス)（1993）

## 日本での公演
- 1973年
  - 6月29日 東京厚生年金会館、7月4日 大阪・フェスティバルホール、5日、6日 東京厚生年金会館
- 1978年
  - 6月30日、7月1日 日本武道館
- 1989年
  - 11月11日、12日、13日 国立代々木競技場第一体育館、15日 横浜文化体育館、16日 静岡県営草薙体育館、17日 福岡サンパレス、19日 広島厚生年金会館
- 1992年
  - 3月22日 大宮ソニックシティ、23日、24日 NHKホール、4月3日　新横浜プリンスホテル、4日、5日 NHKホール、7日 新高輪プリンスホテル、8日、9日 大阪・フェスティバルホール、13日 名古屋センチュリーホール
- 1994年 30th Anniversary Christmas Concert
  - 12月11日 東京ドーム
- 1996年 In Concert Always Is Forever
  - 6月24日 アクトシティ浜松大ホール、26日、27日 NHKホール、28日 神奈川県民ホール、30日、7月1日、2日 大阪・フェスティバルホール、4日 名古屋センチュリーホール、6日 広島厚生年金会館、8日 福岡サンパレス、10日 仙台サンプラザ、11日 北海道厚生年金会館、13日、14日 東京ビッグサイト特設会場
- 1997年 Super Concert in Osaka Dome
  - 3月4日 大阪ドーム
- 1998年 Motown 40th Anniversary Festival
  - 11月25日 大阪ドーム、26日 東京ドーム
- 1999年 Super Concert in Fukuoka Dome
  - 7月28日 福岡ドーム
- 2015年 Diana Ross In The Name of Love Tour
  - 1月6日、7日 日本武道館

## 出演映画
- ビリー・ホリデイ物語/奇妙な果実 Lady Sings the Blues（1972）
- マホガニー物語 Mahogany（1975）
- ウィズ The Wiz（1978）

## フォロワー

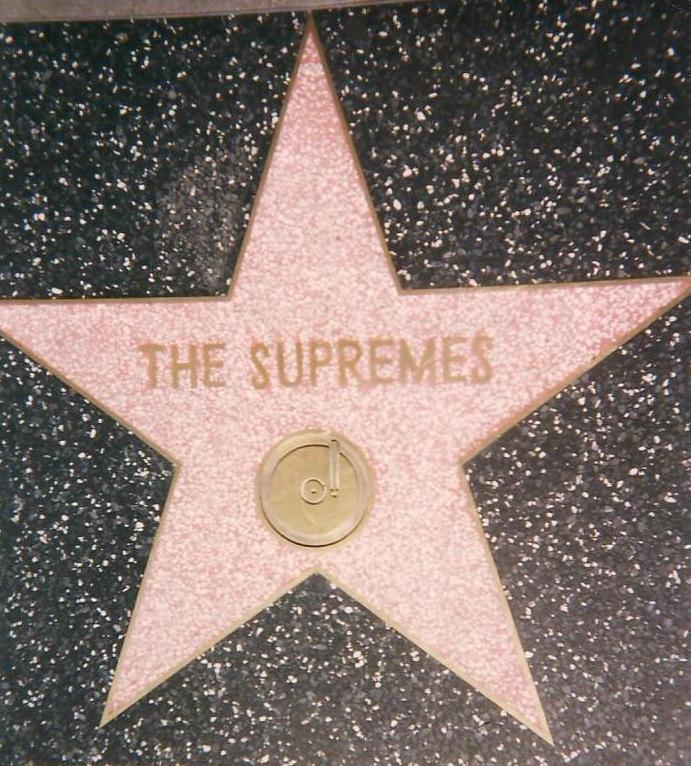
1994年、スプリームスはハリウッド・ウォーク・オブ・フェームのハリウッド通り7060番地に星が埋め込まれた。

ロスの直接的な影響が見られるポップなフォロワーは、ジョディ・ワトリー、トレイシー・スペンサーらである。他にフレダ・ペイン、キャロル・ダグラス、マリリン・マックー、メルバ・ムーア、テルマ・ヒューストン、アニタ・ウォード、アリシア・ブリッジズ、マライア・キャリー、ビヨンセ、ジャネット・ジャクソン、アリアナ・グランデ、リアーナなど多くの女性シンガーに影響を与えた。ダイアナ・ロス&スプリームスのフォロワーとしては、ザ・スリー・ディグリーズ、ラブ・アンリミテッド、ファースト・チョイス、ハニー・コーン、ジョーンズ・ガールズ、シスター・スレッジ、ジャクソン・シスターズ、エモーションズ、デスティニーズ・チャイルド、クレオパトラ (バンド)などがあげられる。

## レガシー
ロスのキャリアや人生から影響を受けた様々な作品がある。『ドリームガールズ』の登場人物ディーナ・ジョーンズはロスをモデルにしている。
ロスの曲はカバーされたり、ヒップホップの曲に使用されたりしている。「エイント・ノー・マウンテン・ハイ・イナフ」は映画『天使にラブ・ソングを2』、『タイタンズを忘れない』、『チキン・リトル』で使用されている。またこの曲はマイケル・ボルトン、ジェニファー・ロペス、エイミー・ワインハウス、マイケル・マクドナルドなどにライヴやアルバムでカバーされている。「Love Hangover」は1998年、モニカの第1位獲得アルバム『The First Night』でサンプリングされた他、ウィル・スミス、マスター・P、ヘヴィ・D、ボーン・サグズン・ハーモニーにもサンプリングされている。マスター・Pはこの曲の他に「Missing You」もサンプリングしている。「It's My House」はスヌープ・ドッグやM.C.ハマーの曲で言及されている。「Upside Down」はソルトンペパ、ショーン・コムズ、キッド・ロック、ミッシー・エリオット、MCライトがカバーまたはサンプリングしている。「I'm Coming Out」はノトーリアス・B.I.G.、キーシャ・コール feat. イギー・アゼリア、アリアナ・グランデの曲でサンプリングされた。ノトーリアス・B.I.G.は「Missing You」もサンプリングしている。「エンドレス・ラブ」はルーサー・ヴァンドロスとマライア・キャリーにレコーディングされ、ロスのパートナーのリッチーはのちにシャナイア・トゥエインとレコーディングした。「Muscles」はリル・キム、ヤング・ジージーにサンプリングされた。「When You Tell Me That You Love Me」はドリー・パートンとフリオ・イグレシアスにデュエットでレコーディングされた。
2013年4月14日、ブロードウェイ・ミュージカル『モータウン』が開幕した。ベリー・ゴーディによるモータウン・レコード創立と、ゴーディとロスのロマンスを物語っている。
スプリームスのメンバーとして、「ストップ・イン・ザ・ネイム・オブ・ラヴ」、「恋はあせらず」がロックの殿堂によるShaped Rock and Roll 500曲に選ばれた。1988年、ロックの殿堂に殿堂入りし、1994年、ハリウッド・ウォーク・オブ・フェームに星が埋め込まれ、1998年、ヴォーカル・グループの殿堂に殿堂入りした。2004年、『ローリング・ストーン』誌は「歴史上最も偉大な100組のアーティスト」の第96位にランク付けした。
スプリームスのリード・シンガーとして12曲、ソロ・アーティストとして6曲の計18曲のシングルがBillboard Hot 100で第1位を獲得した。同チャートにおいて18曲のシングルが第1位を獲得した女性歌手は他にマライア・キャリーのみである。1985年、ロスは第1位を獲得したUSAフォー・アフリカのチャリティーソング「ウィ・アー・ザ・ワールド」に参加した。1997年、ノトーリアス・B.I.G.の第1位を獲得したヒット曲「Mo Money Mo Problems」の中で、1980年のロスのヒット曲「I'm Coming Out」がサンプリングされた。1976年、『ビルボード』誌はロスを「今世紀最高の女性エンタテイナー」に選んだ。1993年、アメリカおよびイギリスにおいて70曲のシングルがヒットしたことにより、最もヒット曲を持つ女性アーティストとしてギネス世界記録となった。ロスはスプリームスとソロの双方でハリウッド・ウォーク・オブ・フェームに星があり、2つの星を持つ数少ないアーティストの1人となっている。1983年にセントラル・パークでコンサートを行ない、1986年、敷地内にダイアナ・ロス・プレイグラウンドが設立された。
ジャクソン5についてロスはモータウンのマーケティングおよびプロモーション計画で「発掘した」ことになったのだが、ジャクソン5を発掘した者の1人して名を連ねている。そのため彼らのデビュー・アルバム『帰ってほしいの』の原題は『Diana Ross Presents the Jackson 5』（ダイアナ・ロス・プレゼンツ・ザ・ジャクソン5）となっている。
2006年、オプラ・ウィンフリーによる、芸術、エンタテイメント、人権運動に携わったアフリカ系アメリカ人女性25名を称える3日間にわたる祝典でロスが25名のうちの1人に選ばれた。ダスティ・スプリングフィールド、アレサ・フランクリン、マーサ・リーヴス、ディオンヌ・ワーウィックと共に「60年代ポップスの偉大な歌姫」5名に選ばれた。